# Ion Macovei (cântăreț)
Ion Macovei (n. 4 decembrie 1940, Dolhești, Suceava) este un interpret de muzică populară din Moldova.

## Biografie
De mic avea ușurința de a învăța. Știa să cânte la mai multe instrumente, cunoștea bine acordeonul,fluierul si alte instrumente de suflat. După moda epocii, la început a cântat singur,fara indrumare.
În timp ce era tânar in Iasi, cineva care la auzit cum cântă l-a sfătuit să-și valorifice talentul muzical și să facă niște înregistrări. Începe prin a lua  lecții de muzică. Din acel moment, muzica a devenit profesia sa. A absolvit Școala Populară de Artă din Iasi, a dat examen și a fost confirmat ca artist profesionist,cu atestat clasa I.
Înca de la debut se distinge prin vocea  aparte, melodioasă, puternică și cu un ambitus puternic.
Începe colaborarea cu Televiziune Româna, si, in 1973,cu  ajutorul redactorei Theodora Popescu, are o prima  apariție la  televiziune, in emisiunea Viata Satului, cu melodii populare din zona Iașului.
Are foarte multe apariții apoi la radio și TV, înregistrează pentru Electrecord. Începe colaborarea cu Orchestra «Doina Moldovei» condusă de dirijorul Ionel Gotescu, cu care are mai multe turnee și spectacole,in țara si peste hotare. A colaborat cu teatre muzicale și de revistă din țară.
În 1975 este angajat definit al Orchestrei «Doina Moldovei», cu care are o colaborare fructuoasă pâna în anul 1986.
Colaborează pe plan muzical cu artiștii Maria Bararu , Stefan Pintilie , Matilda Pascal Cojocărita ,Nelu Balașoiu, Ion Dolănescu, Irina Loghin, Benone Sinulescu si alți mari artiști.
Pentru Electrecord  înregistrează urmatoarele  albume :
În anul 1982 înregistrază primul album care conține 3 melodii populare din zona folclorică a Iașului, cu Orchestra "RadioTeleviziunii Române"
În anul 1984  înregistrează  al doilea album  care are 12 melodii ,album intitulat "Cînd eram copil in sat " , cu Orchestra "Ciprian Porumbescu",condusă de dirijorul Viorel Leancă. 
Albumul conține melodiile: Într-o zi de sarbatoare /  Vine noaptea ,lumea doarme / Cînd eram copil in sat / Sus pe deal,pe bătătură /  Padure, soră,padure / Ia ieși mindr-o pîn-la poartă / Hai la joc ,măi moșnegele / Am o mîndră tare dulce / De-ar fi circiuma-n padure / Padure, înalta ești / Cînd eram in vremea mea / I-auzi ceasul ,bate unu.
Tot in anul 1984 ,dar spre sfirșitul anului , înregistrează al treilea album, care cuprinde 11 melodii ,album intitulat "Cucule cu pană sură", tot cu Orchestra "Ciprian Porumbescu",condusă de dirijorul Viorel Leancă. 
Albumul conține melodiile : Cît îi muntele de-nalt / Cucule cu pană sură / Afară plouă și tună / Pe la toate casele / De-aș avea cai si caruță / In gradină la mindra / Pe poteca dintre vii / Cucule cu pene roșii / Cîte flori pe deal am pus / Sus pe malul Jîjiei / Bate vîntul prin secară.
În anul 1987  înregistrează al patrulea album,cu 13 melodii ,album intitulat "La umbra unui agud",cu orchestra "Ciprian Porumbescu",condusă de dirijorul Viorel Leancă. 
Albumul conține melodiile  :  Cînd aud cucul cîntînd /  Pe ulița satului  /  Trandafir crescut  în fîn /  Ciobanaș  de  la  miori /  Mă duc Vineri  pîn-la  tîrg /  Mîndruță,dragă mîndruță / Maică măiculița mea / La armată merg feciorii / La fîntînă la răscruce / La umbra unui agud / Pe cel deal îndelungat / Cînd eram in sat odată / Sus pe deal,pe lîngă vie.
În anul  1988 înregistrează  al cincilea album cu Electrecord si Radio-Televiziunea Româna,album ce conține 14 melodii ,intitulat  "La fîntîna cu trei zale ".
Acest album a fost înregistrat cu  orchestrele  "Rapsozii Botoșaniului" condusă de  dirijorul  Ion Cobilă, și Orchestra " Radio-Televiziunii Române" condusă de George Vancu. 
Albumul conține melodiile  :  Asta-i jocul de pe la noi /  Uite mîndra mea cea dragă /  Sînt flăcău  de  la Vlădeni /  Într-o Simbată  cu soare /  Măicuța cind mai facut  /  Am trecut și eu prin viață /  Vine-un nouraș de sus / La fîntîna cu trei zale / Cît îi Jijia de mare / Pentru tine măi Costine / Dealul de la răsărit / Cînd eram în sat odată / La casa din dealul mare / Pelinaș, frate peline.
Dupa Revolutie ,strabate principalele zone folclorice,din Moldova si Bucovina,pentru a culege folclor autentic,cit mai arhaic.Dar,zonele folclorice sunt în continuare subdivizate în zone mai mici, delimitate de un grad mai mare de particularitate în privința producțiilor folclorice. 
Folclorul in aceste zone ajunge să fie divizat chiar și în funcție de sate sau comune. Acest sistem de diviziuni, aparent exagerat, evidențiază multitudinea de obiceiuri, tradiții, datini, care, însumate, relevă identitatea românilor, existența lor străveche.
Începe dupa ,1990 sa lucreaze la editarea unui nou album, de data aceasta pe caseta audio.